# Мами Смит
Мами Смит (енгл. Mamie Smith; Синсинати, 26. мај 1891 - Њујорк, 16. септембар 1946) била је америчка водвиљска певачица, плесачица, пијаниста и глумица. Као певачица у водвиљима наступала је у различитим стиловима, укључујући џез и блуз. Године 1920. ушла је у историју блуза као први уметник афроамеричког порекла који је снимио вокалне блуз снимке.
Због свог историјског значаја песма „Луди блуз“ ("Crazy Blues") уведена је 1994. године у Гремијеву Кућу славних, а 2005. снимак ове песме у интерпретацији мами Смит уврштен је у Национални регистар звучних записа од културно-историјског значаја Конгресне библиотеке у Вашингтону.

## Детињство и младост
Мами Смит рођена је као Мами Робинсон 1891. године у Синсинатију, у држави Охајо. До 2018. као година њеног рођења навођена је 1883, али је биограф Џон Џеремаја Саливан пронашао њен родни лист, који потврђује да је рођена 1891. године у Синсинатију.
Још као девојчица, када јој је било око 10 година, Мами је ишла на турнеју са комадом Four Dancing Mitchells. Као тинејџерка плесала је у водвиљу Браће Тут (Tutt Brothers) Salem Tutt Whitney's Smart Set. Године 1913. године напустила је браћу Тут и почела да пева у клубовима у Харлему. Тада се удала за певача Вилијама Смита (William "Smitty" Smith).

## Музичка каријера
Године 1920, 14. фебруара, Мами Смит је у Њујорку снимила два сингла, "That Thing Called Love" и "You Can't Keep a Good Man Down", након што је афроамерички текстописац и вођа бенда Пери Бредфорд убедио Фреда Хагара (Fred Hagar) продуцента музичке куће Okeh Records да разбије расне баријере и дозволи снимање црним музичарима. Музичка кућа Okeh Records је наставила је са снимањем многих легендарних песама црних музичара. Иако је ово било прво снимање црног блуз певача, сви пратећи музичари били су белци. Хагар је трпео многе притиске на расној основи од многих бендова, како са Севера, тако и са Југа, под претњом да ће бојкотовати компанију ако настави да снима црне певаче. Упркос овим претњама, плоча је постигла комерцијални успех и отворила врата за снимање плоча других црначких музичара. Музичка кућа Okeh Records једина је имала храбрости да објави, али увек под условом да на омоту стоји етикета „Race Records“.
Највећи хит Мами Смит снимљен је касније, 10. августа 1920. године, када је за Okeh Records снимила сет песама које је написао Пери Бредфорд, међу којима су биле и песме "Луди Блуз" („Crazy Blues“) и „It's Right Here for You (If You Don't Get It, 'Tain't No Fault of Mine)". За мање од годину дана продато је милион примерака ове плоче. Многе су их купили Афроамериканци, а популарност црначке музике нагло је порасла. Због свог историјског значаја песма „Луди блуз“ уведена је 1994. године у Гремијеву Кућу славних (Grammy Hall of Fame) а 2005. уврштена је у Национални регистар звучних записа од културно-историјског значаја Конгресне библиотеке у Вашингтону. 
Иако су други Афроамериканци снимали и раније, још крајем 19. века, они су изводили музику која је у великој мери пратила укус евро-америчке публике ("белаца"). Успех плоче коју је снимила Мами Смит натерао је дискографске куће да покушају да сниме и друге женске блуз певачице, чиме је настао музички правац данас познат као класични женски блуз .
Мами је током 20-их година наставила да снима популарне нумере за Okeh Records. Године 1924. издала је три албума за Ajax Records, која се нису добро продавала, упркос великој реклами. Снимила је неколико нумера и за музичку кућу Victor. С својим бендом Mamie Smith & Her Jazz Hounds гостовала је широм Сједињених Држава и Европе, као део ревијског програма Mamie Smith's Struttin' Along Review.
Мами Смит прозвана је "Краљицом блуза", али ју је ускоро превазишла Беси Смит, коју су звали "Царица блуза". Мами је убрзо открила да је нови масовни медиј - радио средства за добијање додатних фанова, посебно у градовима са претежно белом публиком, па је почела да наступа и у радио емисијама. Тако су она и неколико чланова њеног бенда, наступивши почетком маја 1923. на KGW радију у Портланду (Орегон), добили веома позитивне критике.
На различитим снимцима групе Mamie Smith & Her Jazz Hounds, направљеним од августа 1920. до октобра 1921. године, ангажована је читава плејада најпознатијих америчких блуз и џез музичара.
Док је снимала са Jazz Hounds-има, упоредо је снимала је и као Mamie Smith and Her Jazz Band.

### Највећи хитови Мами Смит
| Година | Сингл                                                             | Број недеља на листи "Топ 100" у САД |
| ------ | ----------------------------------------------------------------- | ------------------------------------ |
| 1920   | Crazy Blues                                                       | 3                                    |
| 1921   | Fare Thee Honey Blues                                             | 9                                    |
| 1921   | Royal Garden Blues                                                | 13                                   |
| 1921   | You Can't Keep a Good Man Down                                    | 4                                    |
| 1921   | Dangerous Blues                                                   | 6                                    |
| 1922   | Lonesome Mama Blues                                               | 6                                    |
| 1923   | You Can Have Him, I Don't Want Him Blues                          | 13                                   |
| 1923   | You've Got to See Mama Ev'ry Night (Or You Can't See Mama At All) | 13                                   |

## Филмска каријера и касније године
Мами Смит се појавила и у једном од раних звучних филмова, филму Jailhouse Blues (Затворски блуз) из 1929. године. Године 1931. повукла се из јавног живота и прекинула са наступима, али се већ 1939. вратила на сцену и појавила се у дугометражном филму Paradise in Harlem (Рај у Харлему) у продукцији свог тадашњег супруга Џека Голдберга.
Касније се појављивала као глумица и у другим филмовима, међу којима су "Mystery in Swing“ (1940), "Sunday Sinners " („Недељни грешници“, 1940), "Stolen Paradise" („Украдени рај“, 1941), "Murder on Lenox Avenue " ("Убиство на авенији Ленокс", 1941), "Because I Love You " („Зато што те волим“, 1943) и други. За још неколико филмова радила је музику.

### Филмографија Мами Смит
| Година  | Оригинални наслов      | Улога                   | Коментар    |
| ------- | ---------------------- | ----------------------- | ----------- |
| 1980-те |                        |                         |             |
| 1929    | Jailhouse Blues        |                         | кратки филм |
| 1939    | Paradise in Harlem     | Мадам Мами              |             |
| 1940    | Sunday Sinners         | Миџ, власница ресторана |             |
| 1940    | Stolen Paradise        | Марта                   |             |
| 1941    | Murder on Lenox Avenue | Хети                    |             |
| 1985    | Because I Love You     |                         | кратки филм |

## Смрт
Мами Смит умрла је 1946. у Њујорку, наводно без новца. Споран је податак колико времена је гроб у ком је сахрањена био необележен, као и година када је постављена надгробна плоча са уклесаним именом.
Према веб страници Jas Obrecht Music Archive, Мами Смит је почивала у необележеном гробу до 1963. године, када су музичари из Изерлона (Западна Немачка) донирали новац за куповину надгробног споменика који гласи „Мами Смит (1883–1946): Прва дама Блуза”. Уз залагање блуз певачице Викторије Спиви и Лена Кунстада, издавача часописа Record Research Magazine Мами Смит је ексхумирана и поново сахрањена 27. јануара 1964. у Меморијалном парку Фредерик Даглас (Frederick Douglass Memorial Park) у граду Ричмонду (држава Њујорк), уз све почасти заслужној уметници.
Међутим, према подацима из 2013. објављеним на веб сајту 1World1Family.me, Мами Смит је и даље сахрањена без надгробног споменика или било какве ознаке, 67 година након њене смрти. Затражене су донације за изградњу надгробног споменика високог 4 метра, на ком ће бити исклесана слика покојне блуз певачице и који ће бити подигнут на њујоршком гробљу гробљу Frederick Douglass Cemetery.